# La família del Vurdalak
La família del vurdalak (Sem'ya Vurdalaka) és un conte de vampirs escrit als voltants de l'any 1839 per Aleksei Konstantínovitx Tolstoi. Té el subtítol de Fragment inèdit de les memòries d'un desconegut i narra en primera persona el viatge d'un diplomàtic, el marqués d'Urfé, que travessa un poblet a Sèrbia. Va ser escrit originàriament en francès i publicat pòstumament en rus l'any 1884.

## Argument
És l'any 1815 quan en una reunió aristocràtica nocturna a prop de Viena, l'ancià marqués d'Urfé decideix narrar una aventura que el va succeir en els seus anys de joventut.
El marqués relata que en 1759 va obtenir una missió diplomàtica junt amb un príncep de Moldàvia. Durant el viatge es va detenir en un poblet de Sèrbia, on accepta la invitació d'un llaurador, anomenat Gortxa, que li oferir sa casa com a allotjament. No obstant això aquella mateixa nit Gortxa va sortir a la cerca d'un bandoler turc anomenat Alibek, demanant als seus fills Jordi, Pere i la bella Sdenka que si tornava després de deu dies li clavessin una estaca perquè possiblement hi haurà mort enfrontant-se a Alibek i tornaria com un vurdalak, un vampir que els visita per xuclar la sang, preferentment dels seus familiars. Gortxa torna a casa just en el límit del termini, per la qual cosa hi ha dubtes sobre si s'ha convertit en vurdalak o no, però els seus fills no són capaços de clavar-li l'estaca.
Gortxa comença a aguaitar els seus nets fins que finalment és expulsat de la casa. Mentrestant el Marqués d'Ufré s'enamora de la bella Sdenka, però es veu obligat a continuar amb la seva missió diplomàtica, prometent tornar. Al seu retorn es troba amb un poble abandonat, els únics habitants del qual són els vurdalaks.